# Pozo de Almoguera (kommunhuvudort)
Pozo de Almoguera är en kommunhuvudort i Spanien.   Den ligger i provinsen Provincia de Guadalajara och regionen Kastilien-La Mancha, i den centrala delen av landet, 60 km öster om huvudstaden Madrid. Pozo de Almoguera ligger 794 meter över havet och antalet invånare är 152.
Terrängen runt Pozo de Almoguera är platt åt nordväst, men åt sydost är den kuperad. Runt Pozo de Almoguera är det mycket glesbefolkat, med 4 invånare per kvadratkilometer. Närmaste större samhälle är Nuevo Baztán, 18,4 km väster om Pozo de Almoguera. Trakten runt Pozo de Almoguera består till största delen av jordbruksmark.